# 我的要求不算高
我的要求不算高，是由梁芒作词、郝云作曲、黄渤演唱的歌曲，于2014年中国中央电视台春节联欢晚会首播。同年，该曲入选中宣部、文化部、国家新闻出版广电总局共同评选的首批“中国梦”主题新创作歌曲。该曲在传统三弦与西方布鲁斯口琴的混搭下，配上看似插科打诨幽默曲调，唱出百姓心中的梦想。